# Evgenija Starceva
Evgenija Aleksandrovna Starceva (in russo Евгения Александровна Старцева?; Čeljabinsk, 12 febbraio 1989) è una pallavolista russa, palleggiatrice della Dinamo-Ak Bars.

## Carriera

### Club
La carriera da professionista di Evgenija Starceva inizia nel 2004, tra le file dell'Avtodor-Metar, squadra della sua città natale, dove gioca per sei annate; nella stagione 2010-11 passa alla Dinamo Krasnodar, dove resta due annate.
Nel campionato 2012-13 viene ingaggiata dalla Dinamo-Kazan, in seguito Dinamo-Ak Bars, con la quale vince quattro scudetti, cinque Coppe di Russia, una Supercoppa russa, la Champions League 2013-14, il campionato mondiale per club 2014 e la Coppa CEV 2016-17.

### Nazionale
Nel 2007 riceve le sue prime convocazioni in nazionale, con la quale vince la medaglia d'oro al campionato mondiale 2010; negli anni successivi si aggiudica la medaglia di bronzo al World Grand Prix 2014 e quella d'oro al campionato europeo 2015.

## Palmarès

### Club
- Campionato russo: 4

2012-13, 2013-14, 2014-15, 2019-20
- Coppa di Russia: 5

2012, 2016, 2017, 2019, 2020
- Supercoppa russa: 1

2020
- Campionato mondiale per club: 1

2014
- Champions League: 1

2013-14
- Coppa CEV: 1

2016-17

### Nazionale (competizioni minori)
- Montreux Volley Masters 2018

### Premi individuali
- 2010 - Qualificazioni al World Grand Prix: Miglior palleggiatrice
- 2011 - Coppa di Russia: Miglior palleggiatrice
- 2012 - Giochi della XXX Olimpiade: Miglior palleggiatrice
- 2012 - Coppa di Russia: Miglior palleggiatrice
- 2013 - Coppa di Russia: Miglior palleggiatrice
- 2017 - Coppa di Russia: Miglior palleggiatrice
- 2020 - Coppa di Russia: MVP